# Кайянперя
Кайянперя — пресноводное озеро на территории Кривопорожского сельского поселения Кемского района Республики Карелии.

## Общие сведения
Площадь озера — 5,7 км², площадь водосборного бассейна — 22,8 км². Располагается на высоте 99,8 метров над уровнем моря.
Форма озера серпообразная, продолговатая: оно более чем на пять километров вытянуто с северо-запада на юго-восток. Берега каменисто-песчаные, местами заболоченные.
Юго-восточная оконечность озера соединяется с озером Вотани, через которое течёт безымянный водоток, несущий воды из озёр Кивиярви и Цеппи и впадающий в озеро Лулло. Через последнее протекает река Шомба, которая в свою очередь впадает в реку Кемь.
В озере расположено не менее шести безымянных островов различной площади.
Код объекта в государственном водном реестре — 02020001011102000006233.